# Гербы Забайкальского края
Список гербов муниципальных образований Забайкальского края Российской Федерации.
На 1 января 2019 года в Забайкальском крае насчитывалось 410 муниципальных образований — 4 городских округа, 31 муниципальный район, 43 городских и 332 сельских поселений.

## Гербы городских округов
| Герб | Наименование                                    | Дата утверждения | Номер в ГГР |
| ---- | ----------------------------------------------- | ---------------- | ----------- |
|      | Герб городского округа «Город Чита»             | 15 ноября 2007   | 3634        |
|      | Герб городского округа «Посёлок Агинское»       | 28 июня 2012     | 7734        |
|      | Герб городского округа «Петровск-Забайкальский» | 2 марта 1984     | не внесён   |
|      | Герб городского округа ЗАТО «Посёлок Горный»    | 8 августа 2005   | 1957        |

## Гербы муниципальных районов
| Герб | Наименование                                              | Дата утверждения | Номер в ГГР |
| ---- | --------------------------------------------------------- | ---------------- | ----------- |
|      | Герб муниципального района «Агинский район»               | 29 сентября 2015 | 10515       |
|      | Флаг муниципального района «Александрово-Заводский район» | 21 декабря 2015  | 10718       |
|      | Герб муниципального района «Борзинский район»             | 20 декабря 2005  | 648         |
|      | Герб муниципального района «Газимуро-Заводский район»     | 10 июня 2014     | 9518        |
|      | Герб муниципального района «Каларский район»              | 22 декабря 2005  | 2158        |
|      | Герб муниципального района «Краснокаменский район»        | 15 июня 2000     | не внесён   |
|      | Герб муниципального района «Красночикойский район»        | 28 июня 2011     | 7159        |
|      | Герб муниципального района «Могочинский район»            | 26 сентября 2014 | 10264       |
|      | Герб муниципального района «Нерчинский район»             | 6 декабря 2011   | 7344        |

| Герб | Наименование                                           | Дата утверждения | Номер в ГГР |
| ---- | ------------------------------------------------------ | ---------------- | ----------- |
|      | Герб муниципального района «Нерчинско-Заводский район» | 23 марта 2012    | 7730        |
|      | Герб муниципального района «Ононский район»            | 17 февраля 2014  | 10766       |
|      | Герб муниципального района «Тунгиро-Олёкминский район» | 26 октября 2012  | 8020        |
|      | Герб муниципального района «Улётовский район»          | 27 апреля 2012   | 7732        |
|      | Герб муниципального района «Хилокский район»           | 11 июня 2019     | не внесён   |
|      | Герб муниципального района «Чернышевский район»        | 10 февраля 2016  | 10779       |
|      | Флаг муниципального района «Читинский район»           | 29 июня 2016     | не внесён   |
|      | Герб муниципального района «Шелопугинский район»       | 10 февраля 2016  | 12437       |
|      | Герб муниципального района «Шилкинский район»          | 17 марта 2000    | 745         |

## Гербы городских поселений
| Герб | Наименование                                                                          | Дата утверждения | Номер в ГГР |
| ---- | ------------------------------------------------------------------------------------- | ---------------- | ----------- |
|      | Герб городского поселения «Балей»                                                     | 26 апреля 1990   | не внесён   |
|      | Герб городского поселения «Забайкальское» муниципального района «Забайкальский район» | 11 декабря 2012  | 8042        |
|      | Герб городского поселения «Краснокаменск»                                             | 15 июня 2000     | не внесён   |
|      | Герб городского поселения «Нерчинское» муниципального района «Нерчинский район»       | 21 февраля 2012  | 7569        |

| Герб | Наименование                                                                      | Дата утверждения | Номер в ГГР |
| ---- | --------------------------------------------------------------------------------- | ---------------- | ----------- |
|      | Герб городского поселения «Новоорловск» муниципального района «Агинский район»    | 28 мая 2014      | 9955        |
|      | Герб городского поселения «Приисковское» муниципального района «Нерчинский район» | 3 июня 2013      | 8540        |
|      | Герб городского поселения «Сретенское» муниципального района «Сретенский район»   | 6 сентября 2011  | 7235        |

### Гербы сельских поселений
| Герб | Наименование                                                                         | Дата утверждения | Номер в ГГР |
| ---- | ------------------------------------------------------------------------------------ | ---------------- | ----------- |
|      | Герб сельского поселения «Андронниковское» муниципального района «Нерчинский район»  | 11 марта 2014    | 9465        |
|      | Герб сельского поселения «Бишигинское» муниципального района «Нерчинский район»      | 30 августа 2019  | 12553       |
|      | Герб сельского поселения «Верхнеключевское» муниципального района «Нерчинский район» | 22 октября 2019  | 12704       |
|      | Герб сельского поселения «Верхнеумыкэйское» муниципального района «Нерчинский район» | 30 января 2020   | 12973       |
|      | Герб сельского поселения «Доронинское» муниципального района «Улётовский район»      | 8 сентября 2011  | 12022       |
|      | Герб сельского поселения «Зареченское» муниципального района «Нерчинский район»      | 20 июня 2013     | 8409        |
|      | Герб сельского поселения «Знаменское» муниципального района «Нерчинский район»       | 27 июня 2013     | 8630        |
|      | Герб сельского поселения «Зюльзинское» муниципального района «Нерчинский район»      | 22 апреля 2016   | 11020       |
|      | Герб сельского поселения «Илимское» муниципального района «Нерчинский район»         | 17 июня 2013     | 8520        |

| Герб | Наименование                                                                               | Дата утверждения | Номер в ГГР |
| ---- | ------------------------------------------------------------------------------------------ | ---------------- | ----------- |
|      | Герб сельского поселения «Казановское» муниципального района «Шилкинский район»            | 26 июля 2019     | 12524       |
|      | Герб сельского поселения «Красночикойское» муниципального района «Красночикойский район»   | 18 сентября 2014 | 9729        |
|      | Герб сельского поселения «Кумакинское» муниципального района «Нерчинский район»            | 24 ноября 2015   | 10777       |
|      | Герб сельского поселения «Малоархангельское» муниципального района «Красночикойский район» | 18 февраля 2015  | 10348       |
|      | Герб сельского поселения «Нижнеключевское» муниципального района «Нерчинский район»        | 18 февраля 2015  | 12706       |
|      | Герб сельского поселения «Олеканское» муниципального района «Нерчинский район»             | 24 октября 2014  | 9731        |
|      | Герб сельского поселения «Олинское» муниципального района «Нерчинский район»               | 22 июля 2013     | 8632        |
|      | Герб сельского поселения «Пешковское» муниципального района «Нерчинский район»             | 18 октября 2013  | 9213        |
|      | Герб сельского поселения «Улан-Цацыкское» муниципального района «Оловяннинский район»      | 30 ноября 2018   | не внесён   |